# Église Saint-Georges de Saint-Georges-des-Agoûts
L'église Saint-Georges est une église située à Saint-Georges-des-Agoûts, dans le département français de la Charente-Maritime en région Nouvelle-Aquitaine.

## Historique
L'église Saint-Georges date du XIIe siècle, dépendante du prieuré Saint-Thomas-de-Conac, et est agrandie aux XVe et XVIe siècles.
Elle renferme un tableau du XVIIIe siècle, « saint Nicolas et les enfants dans le saloir ». Il est classé monument historique au titre objet depuis 1991.
L'église renferme aussi une cloche en bronze datant de 1594. Son inscription en latin concerne l'auteur. Elle est aussi classée monument historique à titre objet depuis 1908.
L'église est inscrite au titre des monuments historiques par arrêté du 5 décembre 2000.
L'église a fait l'objet d'importants travaux de restauration (intérieur et extérieur), finalisés en 2019.

## Galerie

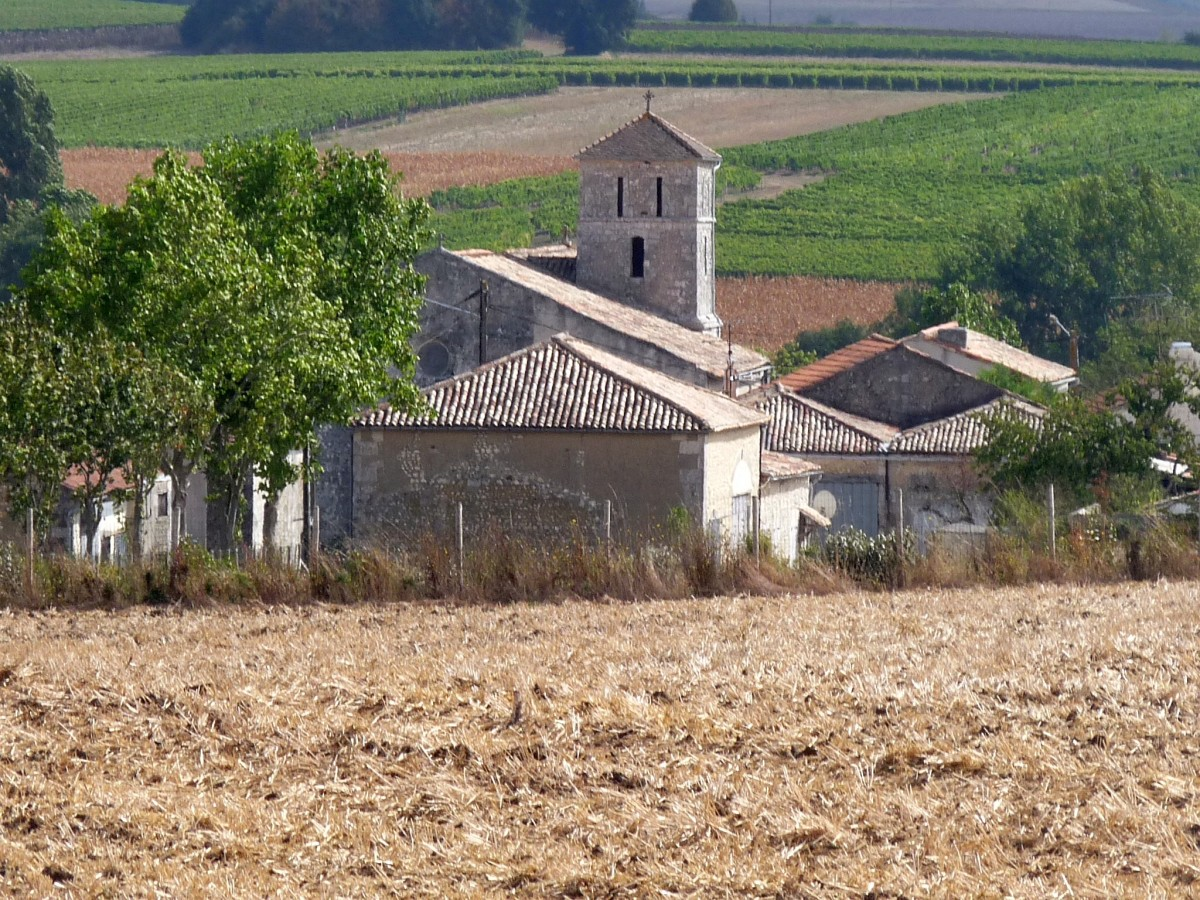
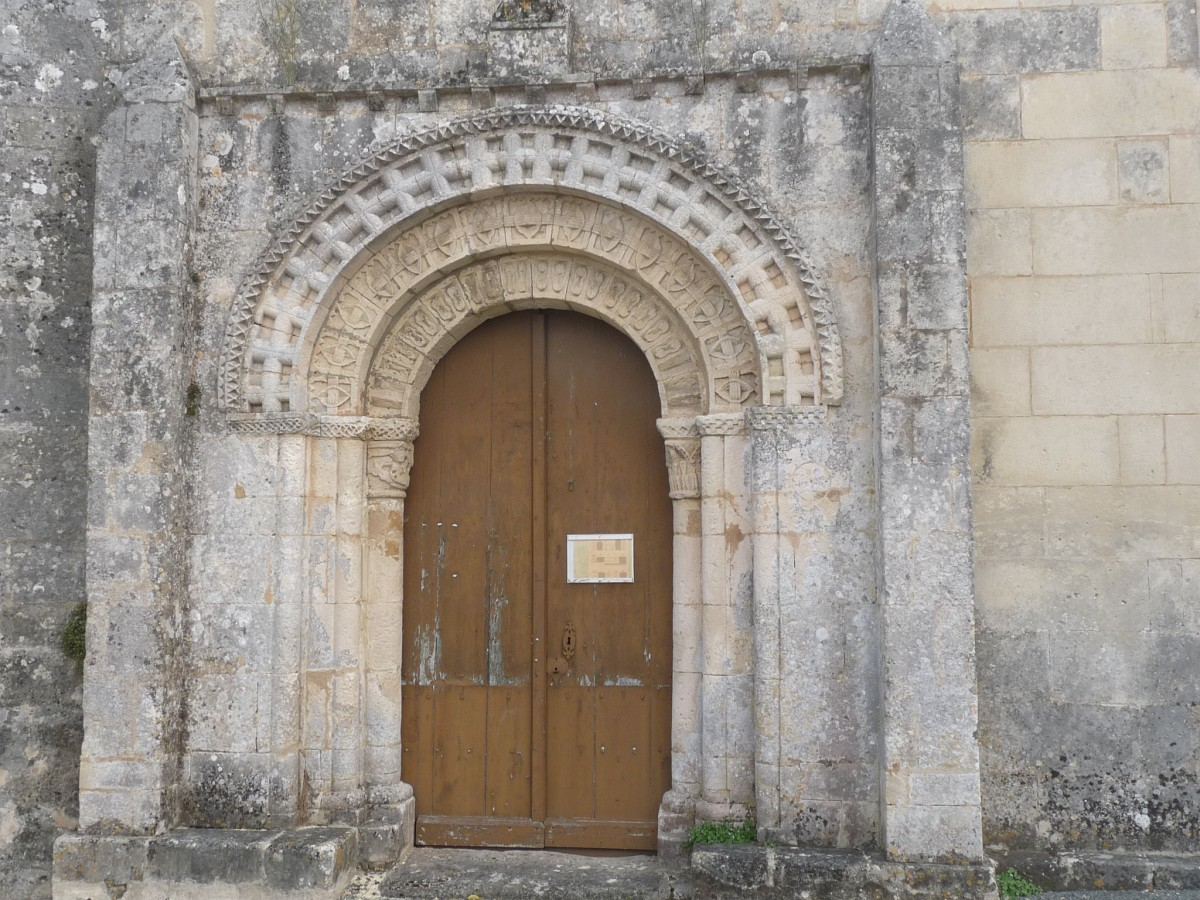